# ヤドウィガ・スズバルトヴィチ
ヤドウィガ・スズバルトヴィチ（1905年10月16日 - 2017年7月20日）は、ポーランドのスーパーセンテナリアン。2015年8月1日から2017年7月20日まで、存命中のポーランド最高齢人物だった。

## 人物
1905年10月16日、ルブリンに生まれる。子供の頃に家族とともにロシアに数年間住み、12歳のときにペトログラード（現在のサンクトペテルブルク）で十月革命を経験した。妹と共にウルスリンシスタージムを卒業。彼女は会計士として働き、彼女の妹は教師として働いた。
ソビエト連邦の占領中に兄弟が逮捕され、マイダネクの収容所で1週間投獄された後に釈放されたものの、クラクフにいたドイツ人によって再び逮捕され、ブーヘンヴァルト強制収容所に送還されたのちそこで死去した 。それに関連した絵画「タンネンベルクの戦い」の輸送を目撃した。 1952年、モンテ・カッシーノの戦いの兵士であったアントニ・スズバルトヴィチと結婚した。
2015年8月1日、ヤドヴィガ・ムウィネクの没後、存命中のポーランド最高齢人物になった。110歳の誕生日の際はGRG特派員も参加した。 2017年3月7日、ルブリン市長が、市の700周年記念メダルを彼女に贈呈した 。
2017年7月20日、ルブリンの福祉施設で死去。111歳277日。
没後はグリヴィツェのテクラ・ユニェヴィチが最高齢になった。